# 레게 파티
《레게 파티》(영어: How Stella Got Her Groove Back)는 미국에서 제작된 케빈 로드니 설리번 감독의 1998년 로맨틱 코미디 드라마 영화이다. 테리 맥밀런의 동명 소설을 각색하였다. 앤절라 배싯, 테이 디그스, 리지나 킹, 우피 골드버그 등이 출연하였고, 데버라 신들러 등이 제작에 참여하였다.

## 줄거리
성공한 40세 주식 중개인 스텔라는 4년 전 이혼한 후 캘리포니아주 머린군에서 11살 아들 퀸시를 홀로 키우고 있다.
퀸시가 2주간 전남편 집을 방문하는 사이 스텔라는 대학교 시절부터 절친인 딜라일라와 자메이카 몬테고베이로 휴가를 떠난다. 그곳에서 만난 잘생긴 20살 연하 섬 주민 윈스턴은 스텔라에게 적극 관심을 표한다. 윈스턴은 의대 입학을 유예한 상태이며, 대신 요리에 뜻을 품고 보조 셰프부터 시작한다.
스텔라는 회사 합병으로 일자리가 위태로워지고, 겨우 한 살 더 많은 윈스턴의 어머니에게 창피를 당하고, 절친 딜라일라가 암에 걸려 사망하는 슬픔을 겪는 가운데 윈스턴과 관계를 이어나간다. 스텔라는 윈스턴에게서 그 나이다운 미성숙하고 유치한 측면을 발견하고, 윈스턴은 스텔라가 자신을 통제하려든다고 느낀다. 그럼에도 윈스턴은 가구에 취미가 있는 스텔라를 위해 개인 목공실을 꾸며주어 스텔라를 감동 시킨다.
회사는 고액 연봉과 부사장 자리를 제시하며 복귀를 요청하지만 스텔라는 개인 회사를 일구기 위해 거절한다. 머릿속이 복잡한 스텔라는 윈스턴에게 받은 청혼 응답을 몇 주간 미루고, 지친 윈스턴은 자메이카로 돌아가 의대에 진학하기로 한다. 스텔라는 공항으로 쫓아가 뒤늦게 청혼을 받아들이고 두 사람이 포옹한 가운데 영화가 끝난다.

## 출연
- 앤절라 배싯 - 스텔라 페인 역
- 테이 디그스 - 윈스턴 셰익스피어 역
- 우피 골드버그 - 딜라일라 에이브러햄 역
- 리지나 킹 - 버네사 역
- 수잰 더글러스 - 앤절라 역
- 리처드 로슨 - 잭 역
- 배리 셔바카 헨리 - 버디 역
- 리 위버 - 네이트 역
- 글린 터먼 - 셰익스피어 박사, 외과의 역
- 제임스 피컨스 주니어 - 월터 페인 역
- 칼 럼블리 - 스펜서 보일 판사 역
- 빅터 가버 - 아이작 역

## 기타 제작진
- 배역: 프랜신 메이즐러
- 미술: 체스터 커젠스키